# Jan Wolkers Prijs
De Jan Wolkers Prijs was een prijs die jaarlijks werd toegekend voor het beste Nederlandse natuurboek, ingesteld door het VARA-radioprogramma Vroege Vogels, de Volkskrant en het Wereld Natuur Fonds.
De prijs was genoemd naar de Nederlandse beeldhouwer, schrijver en natuurliefhebber Jan Wolkers (1925-2007). De jury bestond uit Wolkers' weduwe Karina,  Allard Stapel (Wereld Natuur Fonds), Jean-Pierre Geelen (de Volkskrant) en Daniel Gulpers (Vroege Vogels).
De prijs bestond uit een geldbedrag van 5.000 euro en een  origineel literair portret gemaakt door Siegfried Woldhek.
De prijs werd voor de eerste keer uitgereikt op 27 oktober 2013, in Ecomare op Texel, aan Simon van der Geest. Vanaf 2014 werd de prijs jaarlijks uitgereikt tijdens de Dag van het Natuurboek in Leiden.
De laatste keer dat de prijs werd uitgereikt was in 2022. De opvolger werd de Natuurboekenprijs.

## Lijst van prijswinnaars
- 2013: Simon van der Geest, illustraties van Karst-Janneke Rogaar, met Spinder
- 2014: Remco Daalder, met De gierzwaluw[5]
- 2015: Louis Schoonhoven met onder anderen Koos Biesmeijer, Gerard Oostermeijer en Rolf Roos, met Niet zonder elkaar - bloemen en insecten[6]
- 2016: Albert Beintema, met De grutto[7]
- 2017: Dik van der Meulen, met De kinderen van de nacht, over wolven en mensen[8]
- 2018: Menno Schilthuizen, met Darwin in de stad: Evolutie in de urban jungle[9]
- 2019: Marente de Moor, met Foon[10]
- 2020: Valerie Trouet, met Wat bomen ons vertellen[11]
- 2021: Hans Mulder met De ontdekking van de natuur
- 2022: Tijs Goldschmidt met Wolven op het ruiterpad

## Jan Wolkers Oeuvreprijs
Ter gelegenheid van het vijfjarig bestaan van de Jan Wolkers Prijs werd de Jan Wolkers Oeuvreprijs in het leven geroepen. De prijs bestaat uit een bedrag van vijfduizend euro en wordt bekostigd uit het Natuurheldenfonds van het Wereld Natuur Fonds.
- 2017: Koos van Zomeren[13]